# Bughea de Sus
Bughea de Sus is een Roemeense gemeente in het district Argeș.
Bughea de Sus telt 3219 inwoners.